# 3063 Makhaon
3063 Makhaon este un asteroid descoperit pe 4 august 1983 de Liudmila Karacikina.